# 吉野裕行
吉野 裕行（よしの ひろゆき、1974年2月6日 - ）は、日本の男性声優、歌手、ナレーター。千葉県出身。株式会社ninelive.所属。
代表作に、「ハイキュー!!」の岩泉一役、「スター☆トゥインクルプリキュア」のプルンス役、「機動戦士ガンダム00」のアレルヤハプティズム/ハレルヤハプティズム役、「イナズマイレブン」シリーズの鬼道有人役などがある。

## 略歴
子供の頃は、積極的に何かをするタイプではなく、誰に対しても人当たりがよく、あまり波風を立てないように過ごしていたと語る。
幼いころから自身の声を変わった声だと思っていたこともあって、保育園に通っていたころから、声優の存在を意識していた。その頃憧れていた職業は警察官、医者であり、誰かを助けてあげられるような正義の味方になりたかったという。アニメやゲームにかかわる仕事がしたかったが、理数系が苦手だったため、受験するに値しないくらい成績が悪かったが、仲のよかった友人が「受ける」と言っていたことから「じゃあ、俺もそこ受ける」という感じで選んだ志望校の面接を受けた。高校卒業時も、「親の手前、大学受験をしない」と悪いなと思い受験したが不合格となり、声優になろうと軽い気持ちで代々木アニメーション学院声優科に入学。高校進学前は自分の意で進路を決めることもできなかったが、反面教師のような友人の影響をうけ大きく変わったという。プロダクションの所属オーディションを受けるも落選して「もう声優を目指すのはやめよう」と反発し、卒業後は、ゲーム会社の下請けで2年間デバッグのアルバイトをしていたが、再度声優を志し、養成所に入所。The・声優塾2期として卒業。
事務所のオーディションを受け、シグマ・セブンに所属する。
学生のころ、親や先生が言っていることが正しいと信じて自分で何も決めることができなかったが、声優になりたいと初めて自分で選んだ学校での友達との出会いが自分を大きく変えてくれた、とよくラジオなどで発言している。声優になることは両親に猛反対されたが、自分の意思を貫いた（吉野いわく、ちょっと遅めの反抗期）。
2002年11月、声優ユニット「謎の新ユニットSTA☆MEN」を結成。元々は鈴村健一が「彼なら承諾するはず」とメンバーに加えたところ、吉野本人もそれを承諾して正式に加入となった。
2013年8月28日にKiramuneレーベルよりCDデビュー。
2014年12月13日、Kiramuneレーベル内新ユニットとして、浪川大輔と「Uncle Bomb」を結成、2015年5月9日にCDデビュー。
2020年8月14日に原案を担当した読み切り漫画『気づいてないね。』が、構成が朝田とも、作画が菊乃杏によって『&フラワー』に掲載された。
2022年7月7日、同年8月末日で所属先のシグマ・セブンを退所することを自身のTwitterで発表した。
2022年9月1日、映像制作会社NAEと共同でマネジメントセクション「らえら」を立ち上げ、所属することを発表したが12月28日にNAEとの契約を解除したため解散した。
2023年3月31日、2023年4月1日より株式会社ninelive.に所属することを自身のTwitterで発表した。

## 人物
ハスキーがかった特徴的な声で、元気な少年役からクールな青年役まで幅広いキャラクターを演じ分けている。

### 好きなもの
自他ともに認めるサッカー好きである。ラジオなどでは欧州サッカー（特にイングランドのプレミアリーグやリヴァプールFC）を話題にすることが多い。2014年ブラジルワールドカップ期間中、試合前にTwitterで各試合についてのコメントを掲載した。
竹本英史とはサッカーの趣味が似ていることから仲が良い。
同じ事務所に所属していた自転車好きの野島裕史らとロングライドに出かけている。
好きな声優は永井一郎。幼いころに見ていたアニメによく出演していて、声優になるきっかけともなった。
ハロー!プロジェクトのファンでもあり、自身のTwitterでは「enjoy〜ハロカツ」と記載してハロプロメンバーに関する投稿をしている。現在の推しはアンジュルムの竹内朱莉とJuice=Juiceの植村あかり。

### エピソード
『ヴァンドレッド』にて、自身初の主役であったヒビキ・トカイを演じ終えた後、「ようやく自分にも代表作ができた」と喜びの気持ちを語っている。また、最終話のラストシーンでの台詞は吉野本人が考えたものである。
ブレイク前は『ズームイン!!朝!』の『週刊少年ジャンプ』の早朝生CMで顔出し出演していた。

## 出演
太字はメインキャラクター。

### テレビアニメ
1996年
- セイバーマリオネットJ（1996年 - 1999年、笠やん、岩寺くん、助六、虎丸 他） - 2シリーズ

1997年
- 少女革命ウテナ（田中、男子生徒、少年C、父親、一塁手）
- 爆走兄弟レッツ&ゴー!! シリーズ（1997年 - 1998年、ジュリオ、ヘスラー、和男） - 2シリーズ

1998年
- アキハバラ電脳組（スミ、男子生徒、通信兵）
- YAT安心!宇宙旅行（ボンバ星人）

1999年
- KAIKANフレーズ（ルーシーメイのメンバー、聡、敦郎のルームメイト）
- セラフィムコール（男子生徒A）
- 爆球連発!!スーパービーダマン（後藤）

2000年
- ヴァンドレッド（2000年 - 2001年、ヒビキ・トカイ） - 2シリーズ
- Parallel Harmony 月曜の扉は水曜の向こうに（鳴子沢孝）
- ブギーポップは笑わない Boogiepop Phantom（及川鎮）
- BOYS BE…（部員）
- ポケットモンスター（ナオト）
- 女神候補生（クレイ・クリフ・フォートラン）
- 闇の末裔（西園寺）
- ラブひな（2000年 - 2001年、灰谷真之、係員、映画俳優、英二、老人B） - 1シリーズ + 特別編2本

2001年
- 犬夜叉（2001年 - 2010年、銀太） - 2シリーズ
- おとぎストーリー 天使のしっぽ（白虎のガイ/謎の男）
- ギャラクシーエンジェル（2001年 - 2004年、ジョナサン、ジョナサンロボ、キリカムロ 他） - 4シリーズ
- シャーマンキング（弐上等）
- スターオーシャンEX（ピー〈チンピラB〉）
- 電脳冒険記ウェブダイバー（2001年 - 2002年、シャークオン、リュウト）

2002年
- アクエリアンエイジ Sign for Evolution（小島純一）
- あずまんが大王（大山、ブルー3、スターター、男子生徒B、男子野球部員）
- 王ドロボウJING（アンゴスチュラ）
- GetBackers-奪還屋-（シュウ）
- 最終兵器彼女（シンゴ、客D）
- 十二国記（猫半獣）
- デュエル・マスターズ（2002年 - 2003年、蛇美羅）
- はじめの一歩（茂田晃）
- バロムワン（木戸猛）
- ハングリーハート WILD STRIKER（一河ヒロシ）
- ヒカルの碁（真柴充）

2003年
- 獣兵衛忍風帖 龍宝玉篇（次郎左）
- 真月譚 月姫（ミハイル・ロア・バルダムヨォン〈遠野四季〉）
- ストラトス・フォー（池田空）
- セイント・ビースト〜聖獣降臨編〜（2003年 - 2007年、白虎のガイ） - 2シリーズ
- ダイバージェンス・イヴ（バーナード・ファイアスター）
- DEAR BOYS（佐藤一也）
- 鋼の錬金術師（運転手）
- まっすぐにいこう。（2003年 - 2004年、マメタロウ） - 2シリーズ
- 魔法遣いに大切なこと（サッカー部員）
- ヤミと帽子と本の旅人（ナンブ）
- らいむいろ戦奇譚（秘密警察B）
- ロックマンエグゼ シリーズ（2003年 - 2006年、プラントマン、ゾアノプラントマン、プレス） - 4シリーズ

2004年
- 頭文字D Fourth Stage（2004年 - 2005年、坂本）
- かいけつゾロリ（ボブスレー選手）
- 学園アリス（田代）
- サムライチャンプルー（選手）
- スクールランブル（2004年 - 2006年、冬木武一） - 2シリーズ
- デュエル・マスターズ チャージ（蛇美羅）
- B-伝説! バトルビーダマン 炎魂（エクウス）
- 魔法少女隊アルス（シグマ）
- みさきクロニクル〜ダイバージェンス・イヴ〜（バーナード・ファイアスター）
- 妄想代理人（猿田直行）

2005年
- GIRLSブラボー second season（町田守）
- 銀盤カレイドスコープ（ピート・パンプス）
- CLUSTER EDGE（クロム）
- SoltyRei（横領犯）
- ドラえもん（テレビ朝日版第2期）（2005年 - 2016年、スネ夫のいとこ、秀吉）
- ノエイン もうひとりの君へ（藤原剛）
- ブラック・ジャック（昭吾、ジョーズ）
- BLOOD+（2005年 - 2006年、宮城カイ）
- ぺとぺとさん（橘光至）
- 名探偵コナン（2005年 - 2023年、平野猛、真田貴大）
- MÄR-メルヘヴン-（ギロム）
- らいむいろ流奇譚X CROSS〜恋、教ヘテクダサイ。〜（犬養強志朗）
- LOVELESS（目瑶二）
- わがまま☆フェアリー ミルモでポン! ちゃあみんぐ（住田光一）

2006年
- うたわれるもの（ヌワンギ）
- 牙 -KIBA-（ゼッド）
- 銀魂（2006年 - 2017年、高屋八兵衛、藤崎佑助〈ボッスン〉） - 4シリーズ
- 結界師（2006年 - 2008年、墨村良守）
- ケモノヅメ（桃田一馬）
- ゼーガペイン（カワグチ・ケンタ）
- タマ&フレンズ 探せ!魔法のプニプニストーン（ガル）
- ときめきメモリアル Only Love（加山優介）
- となグラ!（神楽勇治）
- ぷるるんっ!しずくちゃん（2006年 - 2008年、ミネ夫君） - 2シリーズ
- メジャー（2006年 - 2007年、多岐川） - 2シリーズ
- ラブゲッCHU 〜ミラクル声優白書〜（司会者）

2007年
- かみちゃまかりん（桜井優生）
- 機動戦士ガンダム00（2007年 - 2009年、アレルヤ・ハプティズム） - 2シリーズ
- きらりん☆レボリューション（マルコ・カプチーノ）
- CLAYMORE（シド）
- しゅごキャラ!（2007年 - 2009年、ダイチ） - 3シリーズ
- スカルマン（宇佐神明）
- DARKER THAN BLACK -黒の契約者-（桜井健児）
- のだめカンタービレ（2007年 - 2010年、三善俊彦） - 3シリーズ
- BACCANO! -バッカーノ!-（フィーロ・プロシェンツォ）
- ひだまりスケッチ 特別編（男子生徒）
- ヒロイック・エイジ（アタランテス）
- BLUE DRAGON（主人）
- 魔人探偵脳噛ネウロ（吾代忍）
- みなみけ（2007年 - 2013年、南ナツキ） - 3シリーズ
- REIDEEN（賀茂）

2008年
- アリソンとリリア（トレイズ）
- イナズマイレブン（2008年 - 2011年、鬼道有人） - 2024年に総集編『伝説のキックオフ』が劇場公開
- カオス;ヘッド -CHAOS;HEAD-（西條拓巳）
- ソウルイーター（オックス・フォード）
- TYTANIA -タイタニア-（イドリス・タイタニア）
- 逮捕しちゃうぞ フルスロットル（少年）
- true tears（野伏三代吉）
- 図書館戦争（手塚慧）
- とらドラ!（春田浩次）
- To LOVEる -とらぶる-（2008年 - 2015年、猿山ケンイチ、マロン） - 4シリーズ
- モノクローム・ファクター（七夜）
- ヤッターマン（第2作）（2008年 - 2009年、ガンちゃん / ヤッターマン1号）
- ワールド・デストラクション 〜世界撲滅の六人〜（アガン・マードル）

2009年
- 青い文学シリーズ「走れメロス」（セリヌンティウス）
- こばと。（瑞祥）
- シャングリ・ラ（チャン）
- 蒼天航路（荀彧）
- 続 夏目友人帳（玄）
- 鋼の錬金術師 FULLMETAL ALCHEMIST（ゾルフ・J・キンブリー）
- 初恋限定。（有原有二）
- ポケットモンスター ダイヤモンド&パール（アツキ）

2010年
- 学園黙示録 HIGHSCHOOL OF THE DEAD（副操縦士）
- クレヨンしんちゃん（プラントSHIN-MEN ニョキ）
- 閃光のナイトレイド（三好葵）
- 動物かんきょう会議（タヌキのタック）
- ぬらりひょんの孫（2010年 - 2011年、牛頭丸） - 2シリーズ
- 薄桜鬼（2010年 - 2016年、藤堂平助） - 4シリーズ
- パンティ&ストッキングwithガーターベルト（ブリーフ）
- 迷い猫オーバーラン!（菊池家康、ブレイブマッハ、機械騎士）
- 四畳半神話大系（小津）
- RAINBOW-二舎六房の七人-（木暮義隆）

2011年
- アスタロッテのおもちゃ!（シグルド・スヴェインソン・スヴァルトヘイズ）
- イナズマイレブンGO（2011年 - 2013年、速水鶴正、鬼道有人、クラーク・ワンダバット） - 3シリーズ
- これはゾンビですか?（2011年 - 2012年、織戸） - 2シリーズ
- SKET DANCE（2011年 - 2012年、藤崎佑助〈ボッスン〉、桐島亮輔）
- ちび☆デビ!（杉崎真）
- テレビまんが 昭和物語（沢渡裕介）
- バクマン。2（ボッスン〈藤崎佑助〉）
- BLEACH（獅子河原萌笑）
- ブレイド（ラドゥ）
- 放浪息子（土居伸平）
- 47都道府犬（千葉犬）
- 夢喰いメリー（ランズボロー）

2012年
- あらしのよるに 〜ひみつのともだち〜（ガブ）
- アルカナ・ファミリア -La storia della Arcana Famiglia-（デビト）
- 絶園のテンペスト（鎖部哲馬）
- 氷菓（吉野康邦）
- めだかボックス（種子島二年生）
- 輪廻のラグランジェ（ソフィロ・カリア・ロス・イゾ） - 2シリーズ

2013年
- 有頂天家族（2013年 - 2017年、下鴨矢二郎） - 2シリーズ
- カードファイト!! ヴァンガード（2013年 - 2020年、小茂井シンゴ） - 8シリーズ
- 革命機ヴァルヴレイヴ（霊屋ユウスケ）
- 神さまのいない日曜日（ヒコーツ）
- キルラキル（犬牟田宝火）
- ぎんぎつね（小杉七海）
- 恋旅〜True Tours Nanto（横川晴喜）
- しろくまカフェ（イワトビペンギン）
- 東京レイヴンズ（鏡伶路）
- HUNTER×HUNTER（第2作）（ゲンスルー）
- 弱虫ペダル（2013年 - 2023年、荒北靖友） - 5シリーズ

2014年
- 暁のヨナ（ケイシュク）
- 寄生獣 セイの格率（浦上）
- 白銀の意思 アルジェヴォルン（コシカワ・ショウヘイ）
- SHIROBAKO（2014年 - 2015年、高梨太郎）
- 神撃のバハムート GENESIS（ファバロ・レオーネ）
- スペース☆ダンディ（ミャウ）
- ソウルイーターノット!（オックス・フォード）
- ドラゴンコレクション（モサーン）
- 信長協奏曲（森長可）
- ハイキュー!!（2014年 - 2016年、岩泉一） - 3シリーズ
- はじめの一歩 Rising（猫田銀八〈戦後編〉）
- バディ・コンプレックス（ヤール・ドゥラン） - 1シリーズ + 特別編
- Free!-Eternal Summer-（世良忠典）
- ポケットモンスター XY 特別編 最強メガシンカ 〜Act I〜（ズミ）
- マジンボーン（2014年 - 2015年、アントニオ）

2015年
- 終わりのセラフ（柊征志郎） - 2シリーズ
- ガンダムビルドファイターズトライ（イノセ・ジュンヤ）
- GANGSTA.（ダグ）
- 金田一少年の事件簿R（第2期）（海峰学）
- Classroom☆Crisis（霧羽ユウジ）
- SHOW BY ROCK!!（2015年 - 2016年、ストロベリーハート / グレイトフルキング） - 2シリーズ
- ナノ・インベーダーズ（4706）
- ヤング ブラック・ジャック（ジョニー・バセット）
- 夜ノヤッターマン（ガリナ / ヤッターマン1号）

2016年
- 亜人（奥山）
- DAYS（来須浩之）
- ディバインゲート（ギンジ）
- ナースウィッチ小麦ちゃんR（うさP ）
- NORN9 ノルン+ノネット（乙丸平士）
- 灰と幻想のグリムガル（ランタ）
- ファンタシースターオンライン2 ジ アニメーション（ムサシ）
- 文豪ストレイドッグス（マーク・T）
- ベルセルク（完璧な世界の卵）
- 僕のヒーローアカデミア（2016年 - 2024年、プレゼント・マイク、ナレーション） - 7シリーズ
- ONE PIECE 〜ハートオブゴールド〜（サイコ・P）

2017年
- CHAOS;CHILD（西條拓巳）
- ツインエンジェルBREAK（ビリー）
- 神撃のバハムート VIRGIN SOUL（ファバロ・レオーネ）
- “栄光なき天才たち”からの物語（佐々木吉蔵）
- 潔癖男子!青山くん（吉岡太一）
- バチカン奇跡調査官（ジュワンニ・バフィ）
- 3月のライオン（蜂谷すばる）

2018年
- 伊藤潤二『コレクション』（黒田、龍介、岸本、ピエロA、安西、五郎）
- ポチっと発明 ピカちんキット（2018年 - 2020年、ガッくん、ナレーション、アポロー兄弟・兄、マシンガンファイター）
- キリングバイツ（大沼電 / コブラ）
- 刻刻（迫）
- オーバーロードII（ウルベルト・アレイン・オードル）
- イナズマイレブン アレスの天秤（2018年 - 2019年、鬼道有人） - 2シリーズ
- キャプテン翼（第4作）（2018年 - 2024年、滝一、佐野満） - 2シリーズ
- 多田くんは恋をしない（イベント 将軍役）
- はたらく細胞（肺炎球菌）
- マーベル フューチャー・アベンジャーズ（トライトン）
- ゾンビランドサガ（2018年 - 2021年、警察官A、巡査 ゐ） - 2シリーズ
- ラディアン（2018年 - 2019年、ヤガ） - 2シリーズ

2019年
- スター☆トゥインクルプリキュア（2019年 - 2020年、プルンス）
- 川柳少女（毒島アキラ、おじいさんB）
- キャロル&チューズデイ（シャクティ）
- ダンベル何キロ持てる?（出入苦多朗）

2020年
- 魔術士オーフェンはぐれ旅（ハイドラント）
- あひるの空（児島幸成）
- 神之塔 -Tower of God-（2020年 - 2024年、クォント・ブリッツ） - 2シリーズ
- アルゴナビス from BanG Dream!（五島岬）
- THE GOD OF HIGH SCHOOL ゴッド・オブ・ハイスクール（コ・カンド）
- 文豪とアルケミスト 〜審判ノ歯車〜（久米正雄）
- 体操ザムライ（滝沢友樹）
- おそ松さん（2020年 - 2025年、村上光司、社長） - 2シリーズ
- とーとつにエジプト神（2020年 - 2023年、セト ） - 2シリーズ
- くまクマ熊ベアー（ザラッド）

2021年
- ドラゴンクエスト ダイの大冒険 (2020)（2021年 - 2022年、キルバーン / ピロロ）
- パズドラ（古水治五郎）
- プラチナエンド（田淵三郎 / メトロイエロー）
- SHAMAN KING（2021年 - 2022年、ブロッケン・マイヤー）

2022年
- SPY×FAMILY（2022年 - 2023年、フランキー・フランクリン） - 3シリーズ
- もっと!まじめにふまじめ かいけつゾロリ（ケマヌ）
- ラブオールプレー（岡崎章二）
- おしりたんてい（ヒラメ）
- 黒の召喚士（ジルドラ）
- よふかしのうた（2022年 - 2025年、秋山昭人） - 2シリーズ
- 不滅のあなたへ（2022年 - 2023年、ニクソン）

2023年
- 魔王学院の不適合者 II 〜史上最強の魔王の始祖、転生して子孫たちの学校へ通う〜（ギリシリス・デッロ）
- 彼女が公爵邸に行った理由（ジェイク・ラングストン）
- 贄姫と獣の王（ベンヌ）
- デッドマウント・デスプレイ（八津蘭丸） - 2シリーズ
- おかしな転生（ヘルム）
- Helck（ケンロス）
- るろうに剣心 -明治剣客浪漫譚- (2023)（2023年 - 2024年、癋見） - 2シリーズ
- とあるおっさんのVRMMO活動記（ウォード）
- 冒険者になりたいと都に出て行った娘がSランクになってた（カシム）

2024年
- メタリックルージュ（ジャロン・フェイト）
- 戦隊大失格（2024年 - 2025年、朱鷺田隼） - 2シリーズ
- 怪獣8号（2024年 - 2025年、怪獣9号） - 2シリーズ
- 終末トレインどこへいく?（ごーもんティー）
- キン肉マン 完璧超人始祖編（2024年 - 2025年、スプリングマン） - 2シリーズ
- おじゃる丸（十五夜郎）
- 精霊幻想記2（坂田弘明）
- メカウデ（ケレックス）

2025年
- 戦隊レッド 異世界で冒険者になる（アブダビ）
- ヴィジランテ-僕のヒーローアカデミア ILLEGALS-（ナレーション、プレゼント・マイク）
- 宇宙人ムームー（ドライ）
- ダンダダン（満次郎）
- ウィッチウォッチ（浪崎朧）
- New PANTY & STOCKING with GARTERBELT（ブリーフ）

### 劇場アニメ
2005年
- 劇場版デュエル・マスターズ 闇の城の魔龍凰（蛇美羅）

2009年
- 劇場版 ヤッターマン 新ヤッターメカ大集合! オモチャの国で大決戦だコロン!（ガンちゃん / ヤッターマン1号）
- 8月のシンフォニー -渋谷2002〜2003（瀬尾彰二）
- 東のエデン 劇場版（2009年 - 2010年、直元大志） - 2部作
- 仏陀再誕－The REBIRTH of BUDDHA（海原勇気）

2010年
- 劇場版イナズマイレブン 最強軍団オーガ襲来（鬼道有人）
- 劇場版 機動戦士ガンダム00 -A wakening of the Trailblazer-（アレルヤ・ハプティズム / ハレルヤ）

2011年
- 劇場版イナズマイレブンGO 究極の絆 グリフォン（速水鶴正、鬼道有人）
- 劇場版 テニスの王子様 英国式庭球城決戦!（平古場凜）
- テレビまんが 昭和物語 劇場版（沢渡裕介）

2012年
- 劇場版イナズマイレブンGO vs ダンボール戦機W（クラーク・ワンダバット）
- 009 RE:CYBORG（007：グレート・ブリテン）
- 図書館戦争 革命のつばさ（手塚慧）
- 名探偵コナン 11人目のストライカー（真田貴大）

2013年
- 劇場版 薄桜鬼（2013年 - 2014年、藤堂平助） - 2部作

2014年
- イナズマイレブン 超次元ドリームマッチ（鬼道有人）
- 劇場版 カードファイト!! ヴァンガード ネオンメサイア（小茂井シンゴ）

2015年
- 映画 妖怪ウォッチ エンマ大王と5つの物語だニャン!（デーモンオクレ）
- 劇場版 弱虫ペダル（荒北靖友）

2016年
- ゼーガペインADP（カワグチ）

2017年
- 夜は短し歩けよ乙女（古本市の神様）

2019年
- 映画 プリキュアミラクルユニバース（プルンス）
- パンドラとアクビ 前編 荒野の銃撃戦（三船剛）
- プロメア（レミー・プグーナ）
- ミュウツーの逆襲 EVOLUTION（ウミオ）
- 空の青さを知る人よ（阿保）
- 映画 スター☆トゥインクルプリキュア 星のうたに想いをこめて（プルンス）

2020年
- 劇場版 SHIROBAKO（高梨太郎）
- 映画 プリキュアミラクルリープ みんなとの不思議な1日（プルンス）
- モンスターストライク THE MOVIE ルシファー 絶望の夜明け（フォルネウス）
- STAND BY ME ドラえもん 2（マネージャー）

2023年
- SAND LAND（スイマーズ・シャーク）
- 劇場版 SPY×FAMILY CODE: White（フランキー・フランクリン）

2024年
- デッドデッドデーモンズデデデデデストラクション（2024年、大久保） - 後章
- ゼーガペインSTA（カワグチ）
- 映画 イナズマイレブン総集編 伝説のキックオフ（鬼道有人）

### OVA
1998年
- 銀河英雄伝説外伝 朝の夢、夜の歌（幼年学校生徒）
- スライム冒険記 ウルフくん がんばるの巻（腐った死体）※吉野裕之と誤表記

1999年
- Piaキャロットへようこそ!!2 DX（矢野真士）

2000年
- luv wave（男C）

2002年
- ナースウィッチ小麦ちゃんマジカルて（兼田）
- ラブひな Again（灰谷真之）

2004年
- ストラトス・フォー（2004年 - 2006年、池田空） - 3シリーズ
- ナースウィッチ小麦ちゃんマジカルてZ（兼田）
- HUNTER×HUNTER G・I Final（サブ）

2005年
- おとぎ銃士 赤ずきん（セッコー）
- スクールランブル 一学期補習（冬木武一）
- セイント・ビースト〜幾千の昼と夜 編〜（白虎のガイ）
- 戦闘妖精少女 たすけて! メイヴちゃん（杉山レイ）

2006年
- CLUSTER EDGE Secret Episode（クロム）
- テニスの王子様 Original Video Animation 全国大会篇（平古場凛、宮瀬智則）

2007年
- AIKa R-16:VIRGIN MISSION（ガスト）
- アンバランス（大久保純）
- 頭文字D BATTLE STAGE 2（坂本）
- やわらか三国志 突き刺せ!! 呂布子ちゃん（曹操）

2009年
- To LOVEる -とらぶる- OVA（2009年 - 2010年、猿山ケンイチ、マロン） - コミックス第13 - 17巻限定版
- みなみけ（2009年 - 2013年、南ナツキ） - コミックス第6・11巻限定版

2011年
- SUPERNATURAL: THE ANIMATION（マックス・ミラー）
- 薄桜鬼 雪華録（藤堂平助）
- VitaminX Addiction（仙道清春）

2012年
- 新テニスの王子様 OVA1 招聘前夜　OVA4 勝者の意味（平古場凛）
- 輪廻のラグランジェ（2012年 - 2014年、ソフィロ・カリア・ロス・イゾ） - 3シリーズ
- To LOVEる -とらぶる- ダークネス（2012年 - 2016年、マロン） - コミックス第5・8・9・13・16・17巻限定版

2013年
- 新テニスの王子様　OVA7 秘密の王子様（平古場凛）
- SKET DANCE（藤崎佑助〈ボッスン〉） - コミックス第29巻DVD同梱版

2016年
- 弱虫ペダル SPARE BIKE（荒北靖友）

2018年
- イナズマイレブン Reloaded（鬼道有人）

2024年
- コードギアス 奪還のロゼ（クリストフ・シザーマン）

### Webアニメ
2010年代
- Starry☆Sky（2011年、犬飼隆文）
- アニメで分かる心療内科（2015年、チャラ男、男）
- クレヨンしんちゃん外伝 おもちゃウォーズ（2016年、マリオネッコ）
- イナズマイレブン アウターコード（2017年、鬼道有人）
- モンスターストライク（2019年、フォルネウス）

2020年
- 爆丸アーマードアライアンス（2020年 - 2021年、ストーム）
- 日本沈没2020（古賀春生）
- とーとつにエジプト神（2020年 - 2021年、セト）

2021年
- スター・ウォーズ：ビジョンズ「タトゥイーン・ラプソディ」（ジェイ）

2022年
- 四畳半タイムマシンブルース（小津）

2023年
- 伊藤潤二『マニアック』（木股）
- 爆丸レジェンズ（ストーム）
- Fate/Grand Order 藤丸立香はわからない（岡田以蔵）

2024年
- SAND LAND: THE SERIES（スイマーズ・シャーク、カマベル）

### ゲーム
1997年
- ロックマンX4

1998年
- 少女革命ウテナ いつか革命される物語（男子生徒）
- ダブルキャスト（アナウンサー）
- DIVI-DEAD（犬神）

1999年
- かぜおと、ちりん（橋場俊彦）
- ロビット・モン・ジャ（イタチ団員B）

2000年
- EVE ZERO（坂本邦彦）
- Parallel Harmony 月曜の扉は水曜の向こうに（鳴子沢孝）

2001年
- グローランサーIII（オルフェウス・リードブルク）

2002年
- サーヴィランス 監視者（ジム・パーキンス）
- SIMPLE2000シリーズ THE 女の子のための恋愛アドベンチャー 〜硝子の森〜（中原空矢）

2003年
- 頭文字D Special Stage（坂本）

2004年
- 空の森 〜追憶ノ棲ム館〜（七瀬真央）
- ベルセルク 千年帝国の鷹篇 聖魔戦記の章（イシドロ）

2005年
- 第3次スーパーロボット大戦α 終焉の銀河へ（ハザル・ゴッツォ）
- ロマンシング サガ -ミンストレルソング-（ジャミル）

2006年
- あやかしびと-幻妖異聞録-（上杉刑二郎）
- うたわれるもの 散りゆく者への子守唄（ヌワンギ）
- GALAXY ANGEL II 絶対領域の扉（ランティ・フィアドーネ）
- クラスターエッジ 〜君を待つ未来への証〜（クロム）
- デジモンセイバーズ アナザーミッション（桂小三郎）
- バテン・カイトスII 始まりの翼と神々の嗣子（ギバリ）
- ひめひび -Princess Days-（天城寺雅哉）

2007年
- GALAXY ANGEL II 無限回廊の鍵（ランティ・フィアドーネ）
- 結界師シリーズ（墨村良守）
- セイント・ビースト 〜螺旋の章〜（白虎のガイ）
- テニスの王子様 ドキドキサバイバル〜海辺のSecret〜（平古場凛）
- 幕末恋華 花柳剣士伝（三木三郎）
- VitaminX（仙道清春）

2008年
- イナズマイレブン（2008年 - 2010年、鬼道有人） - 3作品
- CHAOS;HEAD（西條拓巳）
- 機動戦士ガンダム00（アレルヤ・ハプティズム / ハレルヤ）
- 機動戦士ガンダム00 ガンダムマイスターズ（アレルヤ・ハプティズム / ハレルヤ）
- 薄桜鬼 〜新選組奇譚〜（藤堂平助）
- VitaminX Evolution（仙道清春）
- VitaminY（仙道清春）
- ひめひび -Princess Days- ぽーたぶる（天城寺雅哉）
- 魔人探偵脳噛ネウロ ネウロと弥子の美食三昧 推理つき グルメ&ミステリー（吾代忍）
- タイムボカンシリーズ
  - ヤッターマンDS ビックリドッキリ大作戦だコロン（ヤッターマン1号 / ガンちゃん）
  - ヤッターマンDS2 ビックリドッキリアニマル大冒険（ヤッターマン1号 / ガンちゃん）
  - ヤッターマンWii ビックリドッキリマシンで猛レースだコロン（ヤッターマン1号 / ガンちゃん）

- ユア・メモリーズオフ〜Girl's Style〜（2008年 - 2009年、川本拓） - 2作品
- ワールド・デストラクション 〜導かれし意思〜（アガン・マードル）
- To LOVEる -とらぶる- ドキドキ! 臨海学校編（猿山）

2009年
- SDガンダム GGENERATION（2009年 - 2025年、アレルヤ・ハプティズム / ハレルヤ・ハプティズム） - 6作品
- 朧村正（鬼助）
- CHAOS;HEAD NOAH（西條拓巳）
- GALAXY ANGEL II 永劫回帰の刻（ランティ・フィアドーネ）
- スーパーロボット大戦NEO（大地カケル）
- Starry☆Sky 〜in Summer〜（犬飼隆文）
- デモンブライド（ダスク、マモン）
- とらドラ・ポータブル!（春田浩次）
- 薄桜鬼 ポータブル（藤堂平助）
- 薄桜鬼 随想録（藤堂平助）
- VitaminZ（仙道清春）
- ルミナスアーク3 アイズ（ハイネ）

2010年
- アーメン・ノワール（ナイヴス）
- CHAOS;HEAD らぶCHU☆CHU!（西條拓巳）
- 機動戦士ガンダム エクストリームバーサス（2010年 - 2016年、アレルヤ・ハプティズム） - 4作品
- Starry☆Sky 〜in Summer〜 Portable（犬飼隆文）
- 戦場のヴァルキュリア2 ガリア王立士官学校（アバン・ハーデンス）
- TAKUYO Mix Box 〜ファーストアニバーサリー〜（天城寺雅哉）
- 薄桜鬼 DS（藤堂平助）
- 薄桜鬼 随想録 ポータブル（藤堂平助）
- 薄桜鬼 遊戯録（藤堂平助）
- 薄桜鬼 巡想録（藤堂平助）
- 薄桜鬼 黎明録（藤堂平助）
- VitaminX Evolution Plus（仙道清春）
- VitaminZ Revolution（仙道清春）

2011年
- アルカナ・ファミリア -La storia della Arcana Famiglia-（デビト）
- アンジェリーク 魔恋の六騎士（ウォルター）
- イナズマイレブン ストライカーズ（2011年 - 2012年、鬼道有人、速水鶴正、佐喜幸夫、クラーク・ワンダバット、メイズ、ジョルジョ・ジャンニーニ） - 3作品
- イナズマイレブンGO（2011年 - 2013年、速水鶴正、鬼道有人、クラーク・ワンダバット、代表者B） - 3作品
- 学園特救ホトケンサー（トビバコ〜ン）
- クレヨンしんちゃん 宇宙DEアチョー!? 友情のおバカラテ!!
- Starry☆Sky 〜After Summer〜（犬飼隆文）
- 戦場のヴァルキュリア3（アバン・ハーデンス）
- 第2次スーパーロボット大戦Z 破界篇 / 再世篇（アレルヤ・ハプティズム / ハレルヤ）
- 薄桜鬼 3D（藤堂平助）
- 薄桜鬼 随想録 DS（藤堂平助）
- 薄桜鬼 遊戯録 DS（藤堂平助）
- 薄桜鬼 黎明録 ポータブル（藤堂平助）
- VitaminXtoZ（仙道清春）
- BEYOND THE FUTURE - FIX THE TIME ARROWS -（真軸・ソー）
- ルーンファクトリー オーシャンズ（ジェームス、ジャイアントホーン）

2012年
- アーメン・ノワール portable（ナイヴス）
- アルカナ・ファミリア -幽霊船の魔術師-（デビト）
- アルカナ・ファミリア -フェスタ・レガーロ!-（デビト）
- 逢魔時〜怪談ロマンス〜（飛浦萌葱）
- ガールズRPG シンデレライフ（鬼道有人）
- 12時の鐘とシンデレラ〜Halloween Wedding〜（チャンス）
- 新・剣と魔法と学園モノ。刻の学園（コゴロウ）
- Starry☆Sky 〜After Winter〜（犬飼隆文）
- 薄桜鬼 幕末無双録（藤堂平助）
- 薄桜鬼 黎明録 DS（藤堂平助）
- 薄桜鬼 黎明録 名残り草（藤堂平助）
- 薄桜鬼 遊戯録弐 祭囃子と隊士達（藤堂平助）
- VitaminX Detective B6（仙道清春）
- BLACK WOLVES SAGA -Bloody Nightmare-（オージェ・フォン・ガバルディ）
- BLACK WOLVES SAGA -Last Hope-（オージェ・フォン・ガバルディ）
- 恋愛番長2 MidnightLesson!!!（ヤンキー番長）

2013年
- アルカナ・ファミリア2（デビト）
- 裏語 薄桜鬼（藤堂平助）
- Jewelic Nightmare（泉翠巧磨 / エメル）
- ジョジョの奇妙な冒険 オールスターバトル（ヴァニラ・アイス） - DLC追加キャラクター
- スーパーロボット大戦Operation Extend（大地カケル）
- スーパーロボット大戦UX（アレルヤ・ハプティズム / ハレルヤ）
- Starry☆Sky 〜After Winter〜 Portable（犬飼隆文）
- 青春はじめました!（西郷平太）
- 大正鬼譚（嶽屋宗次）
- 黄昏時〜怪談ロマンス〜（飛浦萌葱）
- ダンボール戦機ウォーズ（無敵ギンジロウ）
- NORN9 ノルン+ノネット（乙丸平士、プログラマー）
- 薄桜鬼 鏡花録（藤堂平助）
- VitaminR（朝比奈司）
- マクロス30 銀河を繋ぐ歌声（ガネス・モードラー）

2014年
- アルカナ・ファミリア コレツィオーネ!（デビト）
- カードファイト!! ヴァンガード ロック オン ビクトリー!!（小茂井シンゴ）
- GUNS N' SOULS
- ジェイスターズ ビクトリーバーサス（藤崎佑助〈ボッスン〉）
- 神撃のバハムート（ファバロ・レオーネ）
- スーパーヒーロージェネレーション（アリオスガンダム）
- 大正鬼譚〜言ノ葉櫻〜（嶽屋宗次）
- 第3次スーパーロボット大戦Z 時獄篇 / 天獄篇（アレルヤ・ハプティズム / ハレルヤ）
- NORN9 VAR COMMONS（乙丸平士）
- ハイキュー!! 繋げ!頂の景色!!（岩泉一）
- BinaryStar（ナナセ・イヅキ）
- 薄桜鬼SSL 〜sweet school life〜（藤堂平助）
- VitaminX Evolution Plus（仙道清春）
- BLACK CODE ブラック・コード（エイレス＝ゲオルグ）
- わん恋（椎葉健）

2015年
- アルカナ・ファミリア -La storia della Arcana Famiglia- Ancora（デビト）
- Vamwolf Cross†（仁藤恵大）
- 終わりのセラフ BLOODY BLADES（柊征志郎）
- カレイドイヴ（二ノ宮朝陽、二ノ宮柊夜）
- グランキングダム（フラット・ポーカー）
- ザクセスヘブン（銭形財）
- スーパーロボット大戦BX（アレルヤ・ハプティズム / ハレルヤ）
- NORN9 LAST ERA（乙丸平士）
- 薄桜鬼 真改 風ノ章（藤堂平助）
- 薄桜鬼 随想録 面影げ花（藤堂平助）
- ポポロクロイス牧場物語（デュー）
- 弱虫ペダル 明日への高回転（荒北靖友）
- ROOT∞REXX（和泉悠）
- To LOVEる -とらぶる- ダークネス トゥループリンセス（猿山ケンイチ、マロン）

2016年
- 一血卍傑-ONLINE-（サンキボウ）
- イノセントベイン（黒鉄零二）
- ゴッドオブハイスクール【神スク】（執行委員O）
- ストリートファイターV（エド）
- 三国志大戦（孫策、孫権、揚秋、魯粛）
- 戦魂-SENTAMA-（真田信之、伊達成実、本庄実乃、本多正純）
- ディバインゲート（ギンジ）
- NORN9 ACT TUNE（乙丸平士）
- ハイキュー!! Cross team match!（岩泉一）
- ベルセルク無双（完全な世界の卵）
- 薄桜鬼　士道演戯（藤堂平助）
- 薄桜鬼 真改 華ノ章（藤堂平助）
- 薄桜鬼 遊戯録 隊士達の大宴会（藤堂平助）
- PHANTASY STAR ONLINE2 es（ウェドルパーク）
- マジきゅんっ!ルネッサンス（千歳弓弦）

2017年
- イナズマイレブン エブリデイ!!＋（プラス）（鬼道有人）
- 陰陽師（磁器蛙）
- ガンダムバーサス（アレルヤ・ハプティズム）
- キャプテン翼 〜たたかえドリームチーム〜（カルロス・サンターナ）
- さんぽけ〜三国志大戦ぽけっと〜（筍攸）
- 新テニスの王子様 RisingBeat（平古場凛）
- スーパーロボット大戦V（アレルヤ・ハプティズム / ハレルヤ）
- 文豪とアルケミスト（久米正雄）
- 夢王国と眠れる100人の王子様（ヤッターマン1号）
- 妖怪ウォッチ ぷにぷに（鬼道有人）

2018年
- Fate/Grand Order（2018年 - 2021年、岡田以蔵） - 2作品
- クイズRPG 魔法使いと黒猫のウィズ（ケネス・ハウアー）
- キャプテン翼ZERO 〜決めろ！ミラクルシュート〜（滝一）
- 機動戦士ガンダム エクストリームバーサス2（2018年 - 2025年、アレルヤ・ハプティズム） - 4作品
- ポチっと発明 ピカちんキット -ゲームでピラメキ大作戦（ガッくん）
- 片恋いコントラスト -way of parting-（楡居凪）
- マチガイブレイカー（フェリクス）
- 白猫プロジェクト（カルマ・ザイゼン）
- ワールドエンドヒーローズ（浅桐真大）

2019年
- HUNTER×HUNTER グリードアドベンチャー（ゲンスルー）
- キルラキル ザ・ゲーム -異布-（犬牟田宝火）
- スーパーロボット大戦DD（2019年 - 2023年、アレルヤ・ハプティズム / ハレルヤ）
- デモンエクスマキナ（ビショップ）
- スーパーロボット大戦X-Ω（ヒビキ・トカイ）
- うたわれるもの ロストフラグ（ヌワンギ）
- BUSTAFELLOWS（ヘルベチカ）

2020年
- Kick-Flight（ジェイ）
- この素晴らしい世界に祝福を! ファンタスティックデイズ（チャーリー）
- SHOW BY ROCK!! Fes A Live（グレイトフル・キング / ストロベリーハート）
- アークナイツ（イーサン）
- グランブルーファンタジー（2020年 - 2024年、ラガッツォ、竜宮民、赤毛の男〈ファバロ・レオーネ〉）
- キャプテン翼 RISE OF NEW CHAMPIONS（滝一、佐野満）
- イナズマイレブン SD（鬼道有人）
- 聖闘士星矢 ライジングコスモ（海ヘビ星座の市、烏座・ジャミアン）
- KAMEN RIDER memory of heroez（アンク）
- ファイアーエムブレム ヒーローズ（オッテル）
- ドカポンUP! 夢幻のルーレット（ヌワンギ）

2021年
- 共闘ことばRPG コトダマン（2021年 - 2022年、ゲンスルー、ゾルフ・J・キンブリー）
- アルゴナビス from BanG Dream! AAside（五島岬）
- はじめの一歩 FIGHTING SOULS（猫田銀八〈現役時代〉）
- 僕のヒーローアカデミア ULTRA IMPACT（プレゼント・マイク）
- ときめきメモリアル Girl's Side 4th Heart（御影小次郎）

2022年
- 夢職人と忘れじの黒い妖精（メリーローズ）
- 聖剣伝説 ECHOES of MANA（ニキータ・ザ・キャット）
- 機動戦士ガンダム アーセナルベース（アレルヤ・ハプティズム / ハレルヤ・ハプティズム）
- 北斗の拳 LEGENDS ReVIVE（真田幸村）
- ドラゴンクエストX オンライン（怪獣プスゴン）
- 鋼の錬金術師 MOBILE（ゾルフ・J・キンブリー）
- SDガンダム バトルアライアンス（アレルヤ・ハプティズム）
- ドラゴンクエストX 目覚めし五つの種族 オフライン（プスゴン）
- 刀剣乱舞 ONLINE（2022年 - 2024年、人間無骨）

2023年
- Hi-Fi RUSH（CNMN）
- モンスターストライク（ゾルフ・J・キンブリー、フランキー・フランクリン）
- BUSTAFELLOWS season2（ヘルベチカ）
- インフィニティ ストラッシュ ドラゴンクエスト ダイの大冒険（キルバーン / ピロロ）

2024年
- アルゴナビス -キミが見たステージへ-（五島岬）
- SAND LAND（スイマーズ・シャーク）
- ストリートファイター6（エド）
- ブレイクマイケース（麻波麗）
- フェスティバトル（カルマ）

2025年
- プロミス・マスコットエージェンシー（トロロロ）

### ドラマCD
- アーメン・ノワール ドラマCD（ナイヴス）
- ICS 犀生国際大学Ａ棟302号 シリーズ（飛梅生）
- Aiデス・ガン（松岡スバル）
- アリソンとリリアドラマCD2 〜リリアとトレイズ Another Story〜（トレイズ）
- アルカナ・ファミリアシリーズ（デビト）
- イナズマイレブン ドラマCD 「復活の絆!!」（鬼道有人）
- イナズマイレブンGO ドラマCD「特訓の絆!!」（速水鶴正、ワンダバ[248]）
- 今様天狗綺譚 BLACK BIRD（前鬼）
- 海の御先（後藤凪）
- Vassalord.（プルート）
- 王子様（笑）シリーズ（「源氏物語」の王子様）
- オーディオドラマヴァンドレッド（ヒビキ・トカイ）
- AR 〜another epilogue〜（金堂幸司）
- ETERNAL GUARDIAN〜聖戦士伝説〜（ラーディス）
- 会長はメイド様!（白川直也）※『LaLa』・『LaLaDX』2008年応募者全員サービス
- CHAOS;HEAD The parallel bootleg（西條拓巳）
- ガッツバトラーG（泳司）
- かりん（雨水健太）
- 機動戦士ガンダム00シリーズ（アレルヤ〈ハレルヤ〉・ハプティズム）
- 君は僕の虜なれ（良輔）
- ギャラクシーエンジェルキャラクターシリーズ Vol.6 ノーマッド（ジョナサン）
- 共鳴せよ!私立轟高校図書委員会（福家亮平）
- キヨショーシリーズ（宮原久晃）
- CLUSTER EDGEシリーズ（クロム）
- CLASH! 〜Strange Detectives〜 シリーズ（水野広海）
- グリオットの眠り姫（エルフィン）※コミックス1巻限定版付属CD
- GetBackers-奪還屋-（夏木亜紋）
- 戀々シリーズ（神無月）
- 恋人は同居人 ドラマCD（西園寺雅弥）
- これはゾンビですか? はい、波乱盤上です。（織戸）
- 殺彼CD #01 〜優太＆記知編〜（桐生優太[249]）
- シースルー!?（速水柾）※『電撃文庫MAGAZINE』Vol.18付録「豪華声優陣×第17回電撃小説大賞コラボCD」
- ジャポニズム47（千葉）
- シュヴァリエ -月の姫と竜の騎士- Vol.1・2（フラン・ナインハルト）
- 獣神空想御伽草子 第一巻（ウサギ）
- 小公女セーラ物語（ラム・ダス）
- SKET DANCEシリーズ（ボッスン〈藤崎佑助〉）
- 精霊幻想記（坂田弘明[250]） - 小説14巻ドラマCD付き特装版
- セイント・ビーストシリーズ（白虎のガイ）
- 対決NEO 2 神谷浩史VS吉野裕行（中嶋）
- たいようのいえ（織田くん）※コミックス第5巻ドラマCD付き特装版
- 超♡モテ期 〜わたし、どうしたらいい?〜 合コン編（本多新一郎）
- 東海道HISAME-陽炎- 千子村正編（影虎）
- ときめきメモリアル Only Love 「ときめきの雪」（加山優介）
- true tears ドラマCD（野伏三代吉）
- となグラ!シリーズ（神楽勇治）
- とらドラ!シリーズ（春田浩次）
- To LOVEる -とらぶる-シリーズ（猿山ケンイチ）
- ナデシコクラブ（九重亘）
- ぬらりひょんの孫（牛頭丸）
- ネガポジ〜梶原直己の初恋?〜（梶原直己）
- NORN9 ノルン+ノネット シリーズ（乙丸平士）
- 薄桜鬼シリーズ（藤堂平助）
- BASARA〜謀略の城〜（三好之康）
- BACCANO!「フィーロ・プロシェンツォ、ピエトロ・ゴンザレスの五十三回目の死を目撃す」（フィーロ・プロシェンツォ）
- 初恋限定。シリーズ（有原有二）
- 葉っぱのフレディ〜いのちの旅〜（アルフレッド）
- TVアニメーション「破天荒遊戯」ドラマCD 第1巻 断罪の緋き花よ咲け（マニエ・カルトン）
- 花ざかりの君たちへ（野江伸二）
- Parallel Harmony+ さらば ぱられるはぁもに〜 愛の戦士たち…?（鳴子坂孝）
- バレスタ 5（篠原由馬）
- BL探偵 シリーズ（野村善幸）
- VitaminXシリーズ（仙道清春）
- ひめひび -Princess Days- ドラマCD Prince Days -とある王子様たちの慌ただしい日-（天城寺雅哉）
- TVアニメ「ファンタシースターオンライン2 ジ アニメーション」ドラマCD 〜清雅祭2027成功への道!〜（ムサシ[251]）
- FOOKIES（森杉和幸）
- プラチナコール〜ホスト科男子に恋をする〜 第2弾（古河景虎） ※『Cheese!』2022年1月号付録[252]
- BLACK WOLVES SAGA シリーズ（オージェ・フォン・ガバルディ）
- FULL SCOREシリーズ（沖王太郎）
- ブレスレス・ハンター（村瀬豪）
- ドラマCD「ペルソナ」（稲葉正男）
- 僕のショパン シリーズ（ロベルト・シューマン）
- ホットギミック（小田切梓）
- ドラマCD マフィアな★ダーリン（三浦翼）
- 迷い猫オーバーラン! ドラマCD（菊池家康）
- 身代わり伯爵の冒険（ゲイル）
- Mr.FULLSWING ドラマCD 第2巻（村中由太郎）
- みなみけ おかえり（南ナツキ）
- MOTTO♥LIP ON MY PRINCE VOL.8 ツバキ 〜ぬれる雨雫のKISS〜（椎名椿[253]）
- ユア・メモリーズオフ〜Girl's Style〜 ドラマCD Road of the Your 完全盤（川本拓）
- 弱虫ペダル ドラマCD Off the ROAD（荒北靖友[254]）
- ラノベ王子☆聖也（楚南克美[255]）
- ラブ☆レシピ〜変なエッセンス〜（桜井晴）
- LOVELESSシリーズ（目瑶二）
- 若草物語 -紙ヒコーキに乗って-（ジョー）
- わがまま☆フェアリー ミルモでポン! ちゃあみんぐ シリーズ（住田光一）

### BLCD
- アイツの大本命（牧村）
- 愛と欲望は学園で シリーズ（片山葉流）
  - 愛と欲望は学園で 1・2・4・5
  - 愛と欲望は学園で ギイ&葉流編 ※全員サービスドラマCD
- 愛は薔薇色のキス（高橋沙希）
- 秋山くん（佐野智美）
- 悪魔の論理学 1・2（霧が峰）
- イエスタデイを数えて （三島冬至）
- イケることまでイこうよ（城島）
- いとしの猫っ毛（火野正臣）
  - いとしの猫っ毛 2
- ESCAPEシリーズ（天野匠）
- おい!田中くん十番勝負 〜みんなケダモノ☆今宵私を狂わせて〜（日比野竜也）
- 片翅蝶々（雨宮水帆）
- かわいい悪魔（成瀬楓太）
- 傷だらけの愛羅武勇（神田清志郎）
- きみがいるなら世界の果てでも（椎名）
- きみには勝てない!（江崎空）
- きみのとなりで眠らせて（城島）
- 草の冠 星の冠（冬）
- 恋は思案のほか（樋口）
- 恋まで百輪 シリーズ（大前田小太郎）
  - 悪人を泣かせる方法
  - 悪だくみにも花はふる
  - 恋まで百輪 番外編
- 公僕の恋（津田寿明）
- こどもの瞳（柏原城太郎）
- ごめんなさいと言ってみろ（律）
- コルセーアシリーズ（ウィラード＝シロッコ）
- 恋惑星へようこそ（池上未知也）
- SASRA 1（荷紅蓮）
- シュガードラッグ（玉森英人）
  - シュガードラッグ 薬学side（玉森英人）
- 純情シリーズ（辻井一也）
  - 純情ナイト激戦区
  - 純情はぁと開放区
- 新庄くんと笹原くん（新庄）
- スメルズライクグリーンスピリット（夢野[256]）
- 千年経っても愛してる（青生澄空）
- セクシーボイスでささやいて〜皇林学院シリーズ〜
- タイムリミット（北条潤一郎）
- タクミくんシリーズ09 （片倉利久）
  - そして春風にささやいて
- 小さな恋のメロディ（奥村栄司）
- チェリーボーイ作戦〜むりやり発情期〜（日比野竜也）
- 喰蝶花（アルシュ・グレイブ）
- デビルズハニー（吉野巽）
- ドラマティックな恋愛契約 （速川爽二）
- 願い叶えたまえ シリーズ（深見光）
- ネクラートホリック（バラウール）
- 花嫁はマリッジブルー（鈴木三郎〈エディ〉）
- 薔薇色の人生（モモ）
- 陽だまりに吹く風（千堂一真）
- プリティ・ベイビィズ（享）
- 僕のものになりなさい（城島）
- マザーズ スピリット（アクナム）
- 真夜中に降る光（金崎新二）
- ミス・キャスト4 誘惑の唇 （中山太一）
- 水の記憶（滄太）
- 乱れそめにし（才蔵）
- 眼鏡cafe GLASS（シロ / 夕弥）
- やさしいエピローグ（中野）
- 夢を見るヒマもない（川村和也）
- 夜明けには好きと言って（金崎新二）
- ラバーズ♥ドール（斉藤）
- 恋愛契約 シリーズ
  - ロマンティックな恋愛契約（速川爽二）
  - ドラマティックな恋愛契約（速川爽二）

### 朗読・その他CD
- YES×NO（八凪啓翔）
- 王子様（笑）シリーズ 読み語りCD 〜君に捧ぐ物語〜 第2集（「源氏物語」の王子様）
- カレシ×レシピ Menu-2〜アイツに教わる、ぷりっとエビチリとふんわり杏仁〜
- KISS×KISS collecutions VOL.3 「バトルキス」（紫藤直樹&雅樹）
- 月刊男前図鑑 スポーツ編 白盤（サッカー）
- 月刊男前図鑑 シリーズ特別編 月刊幕末図鑑 弐 白（岡田以蔵）
- 心あたたまる物語 Vol.3（〜家族編〜「ミックスフライ」）
- 心あたたまる物語外伝 その2（「親父のカニさんウィンナー」）
- 心あたたまる物語外伝 SP 限定オマケディスク 〜二十四の台詞集〜（「グリル一つ星のわき役たち」）
- さみしんぼCD（歩）
- 週刊添い寝CDシリーズ vol.5 玲央（玲央）
- 少女病「黎明ローレライ」
- Story of 365 days〜chapter.HEART（ハートのジャック）
- Story of 365 days HEART Anniversary From January to March（ハートのジャック）
- 戦国武将物語〜大名編その弐〜（第四話「浅井長政物語」）
- 戦国武将物語外伝〜14の大名物語〜（浅井長政物語外伝「理を曲げてでも」）
- 薄桜鬼 〜音声奏曲集〜
- 幕末志士物語〜薩摩・長州編〜（「吉田松陰物語」）
- 幕末志士物語外伝〜14の新選組&薩摩・長州編〜（「吉田松陰物語外伝」）
- 88星座物語〜ペガススの章〜（第四章）
- 88星座物語〜外伝〜 12の星の物語（「エリダヌス座の物語」）
- honeybee 羊でおやすみシリーズ Vol.12 「いつまでも一緒にいようね」
- Honeymoon vol.5 佐野瑛太（佐野瑛太）
- VitaminX × 羊でおやすみシリーズ Vol.2 「川の字でおやすみ/宿直室でおやすみ」（仙道清春）
- VitaminZ × 羊でおやすみシリーズ Vol.6 「デビルズでおやすみ」（仙道清春）
- VitaminX-Z・キャンディビタミン6（仙道清春）
- 続・ふしぎ工房症候群 EPISODE.6 「母さん、ごめんね」
- ベストプレイス〜いつもの体温〜 泉和也（泉和也）

### ラジオドラマ
- TBSラジオ エブ★ラジ 夜の連続スマホ小説「ラブダイエット」（神埼優貴[257]）

### 吹き替え

#### 担当俳優
エヴァン・ピーターズ
- X-MENシリーズ（ピーター・マキシモフ / クイックシルバー）
  - X-MEN:フューチャー&パスト
  - X-MEN:アポカリプス
  - X-MEN:ダーク・フェニックス

- ワンダヴィジョン（ピエトロ・マキシモフ）
- アガサ・オール・アロング（ラルフ・ボーナー）

#### 映画
- 恋人たちのパレード
- 西遊記リローデッド（沙悟浄〈スティーブン・チョン〉）
- フライトナイト2（エド〈クリス・ウォーラー〉）
- フリー・ガイ（マウサー〈ウトカルシュ・アンブドゥカル（英語版）〉[259]）
- 摩天楼はバラ色に（ブラントリー・フォスター〈マイケル・J・フォックス〉）※Netflix版
- ブレット・トレイン（息子〈ローガン・ラーマン〉[260]）
- レーシング・ストライプス（ストライプス[261]）※日本テレビ版

#### ドラマ
- ALERT 失踪者緊急警報（C・ヘミングウェイ〈ピーティ・ギブソン〉[262]）
- エンパイア〜成功の代償（ハキーム・ライオン〈ブリシェア・グレイ/Bryshere Y. Gray〉）
- CSI:マイアミ5 #5（オースティン・ウェルズ〈ライリー・マクレンドン〉）
- トワイライト・ゾーン
- FOREVER Dr.モーガンのNY事件簿 #7（ポール・グールド〈ケット・タートン/Kett Turton〉）
- 4400 未知からの生還者（ダニー・ファレル）
- THE FLASH/フラッシュ（ファルーク / ブラックアウト）
- ラブアイランドUSA 水着で恋するフィジー編（ナレーター〈マシュー・ホフマン〉、ザック・ミラベリ[263]）
  - ラブアイランドUSA 水着で恋するラスベガス編[264]
- ロスト・シンボル（ヌニェス〈リック・ゴンザレス〉[265]）

#### アニメ
- WALL・E/ウォーリー（モー）※「行って!行って!行って!」の台詞のみ
- おっはよー!アンクル・グランパ（ピッツァ・スティーヴ[266]）
- シャーロットのおくりもの（子豚のウィルバー）※2006年新録版
- ストレンジ・ヒル・ハイスクール（ミッチェル）
- スター・ウォーズ 反乱者たち（マート・マティン）
- スター・ウォーズ: ビジョンズ（ジェイ）
- スパイダーマン:スパイダーバース（ピーター・ポーカー / スパイダー・ハム[267]）
- スパイダーマン:アクロス・ザ・スパイダーバース（ピーター・ポーカー / スパイダー・ハム）
- トゥームレイダー : レジェンド・オブ・ララ・クロフト（ジップ）[244]
- トロールズ ミュージック★パワー（プリンス・D[268]）
  - トロールズ バンド・トゥゲザー[269]
- ドロシーとオズの魔法使い（ブリキ男[270]）
- 魔道祖師（温晁[271]）
- モンキーマジック（希提）
- ルイスと未来泥棒（ウィルバー・ロビンソン）

### デジタルコミック
- ちゅちゅスーパーDVD 2007 summer 「ひとひらの恋が降る」（平岸颯）※ChuChu 2007年8・9月号応募者全員サービス
- デジコミ special DVD 「うわさの翠くん!!」（新橋カズマ）※少女コミック 2008年12号〜14号応募者全員サービス
- VOMIC SKET DANCE（ボッスン〈藤崎佑助〉）
- Beeマンガ
  - 行け!稲中卓球部（2010年[272]、井沢ひろみ）
  - ビー・バップ・ハイスクール（2011年[273]、加藤浩志〈ヒロシ〉[274]）
  - グラップラー刃牙（2012年[275]、加藤清澄）
- イナズマイレブン〜ペンギンを継ぐ者〜 超次元ムービーコミック（2018年、鬼道有人[276]） - 限定カード&DVD付き特装版
- 婚約破棄してさしあげますわ ～ドロボウ令嬢とお幸せに～（2023年、サイラス・ヘイマー[277]）

### 特撮
- スーパー戦隊シリーズ
  - 侍戦隊シンケンジャーVSゴーオンジャー 銀幕BANG!!（2010年、ホムラコギの声）
  - 特命戦隊ゴーバスターズ（2012年、ソウジキロイドの声）
  - 快盗戦隊ルパンレンジャーVS警察戦隊パトレンジャー（2018年、トゲーノ・エイブスの声[278]）
  - 魔進戦隊キラメイジャー（2020年 - 2021年、アクアキラメイストーン[279] / 魔進ザビューンの声） - 1シリーズ + 1作品[注 2]
- 仮面ライダー×仮面ライダー 鎧武&ウィザード 天下分け目の戦国MOVIE大合戦（2013年、ウツボカズラ怪人の声[280]）

### ラジオ
※はインターネット配信。
- セイント・ビースト ケダモノたちのHEAVEN'S PARTY（2003年 - 2010年、アニメイトTV※、不定期パーソナリティ）
- アニプレックスアワー『銀盤カレイドスコープ』（2005年 - 2006年、ラジオ大阪・NACK5）
- 嗚呼、クラスター学園!（2005年 - 2006年、BEAT☆Net Radio!※）
- 吉野裕行の超ラジ!（2007年 - 2010年、超!A&G+※）
- 名塚佳織と吉野裕行のガンガンいこうぜ!（2008年 - 2010年、ラジオ大阪・週刊ラジマガ編集部公式サイト※・音泉※）
- CHAOS;HEADラジオ 妄想電波局（2008年、音泉※）
- 桃通Z / 桃のきもち
- 謎の新ユニットSTA☆MENプレゼンツ ガッツ・おぼえていますか?〜生でガッツガツいかせて〜いーんです!（2008年、音泉※）
- 戦場のヴァルキュリア2 ランシール校放送部（2009年 - 2010年、アニメイトTV※）
- アニチカラジオ 閃光のナイトレディオ（2010年、アニプレックス『ANI-COM RADIO 〜フジワラでいいカナ〜』内※、ゲストパーソナリティ）
- 戦国ロック（2010年、ラジオ大阪・ガンガンONLINE※）
- 吉野裕行のラジオ・ロングバケーション（2010年 - 2011年、超!A&G+※）
- 薄桜鬼集会 放送録（2011年 - 2014年、アニメイトTV※、不定期パーソナリティ）
- POP! SKET! DANCE!（2011年 - 2012年、『SKET DANCE』公式サイト※）
- 吉野裕行FC（2012年 - 2018年、超!A&G+※）
- ギリギリアウト!?（2012年 - 2017年、声優アニメイト→アニメイトTV※）
- ファミリア・バール（2012年、アニメイトTV※）
- VitaminR Radio Session（2013年 - 2014年、音泉※）
- RADIO SEVEN（2017年、bayfm78）
- ラジオよっちんの今夜ウチこいよ!（2018年 - 2023年、ニコニコチャンネル、YouTube※）
- &CAST!!!アワー ラブナイツ!（2018年 -2020年 、文化放送）[281]
- 岩田倉庫凸吉野基地（2021年 - 2022年、mahocast→超!A&G+、YouTube、ニコニコチャンネル※）
- 吉野裕行のサカゲースタジアム!!（2022年 - 2023年、OPENREC.tv※）
- 吉野裕行の超ラジR（2022年、超!A&G+※、超ラジR、12月の月曜マンスリーパーソナリティ）

### ラジオ・トークCD
- CHAOS;HEAD ラジオCD 妄想電波局
- セイント・ビースト ラジオCDシリーズ
- ソレスタルステーション00 GN粒子最大散布スペシャルCD 第1・3巻（ゲスト）
- 超♡モテ期 今だけラジオ!!
- 薄桜鬼通信WEBラジオ 新選組通信録 第一集（ゲスト）
- 桃通&桃のきもち シリーズ
  - 桃通 ダイジェストCD 桃ダイ・吉野盤
  - 桃通 ダイジェストCD 桃ダイ・保村盤
  - 桃のきもち ダイジェストCD 桃ダイ2 桃のきもちいいところ
  - 桃通&桃のきもち ダイジェストCD 桃ダイ3 桃も桃も桃のうち
  - 桃のきもち ダイジェストCD 桃ダイ4 桃のきもちいいかげん
  - 桃のきもち ダイジェストCD 桃ダイ5 桃のきもちいいぐあい
  - 桃通&桃のきもち ダイジェストCD 桃ダイ6 桃色吐息
  - 桃のきもち ダイジェストCD 桃ダイ7 桃のきもちいいかんじ
  - 桃のきもち ダイジェストCD 桃ダイ8 桃のきもちいい湯だな
  - 桃のきもち ダイジェストCD 桃ダイ9 桃のきもちいいきぶん
  - 桃通&桃のきもち ダイジェストCD 桃ダイ10 特桃
  - 桃のきもち パーフェクトCD 桃パー1 - 10
  - 桃のきもち デリシャルCD 桃デリ1 - 5
- モモっとトーク スペシャルCD モモっとトーク スペシャルCD4
- ラジオCD「立ち上がれ!僕らのヴァンガード」Vol.10（録りおろし特別版ゲスト）[282]

### ナレーション
- S☆1・スパサカ（TBS）
- 東京マラソン2008スペシャル（日本テレビ）
- CM 石川智晶「Prototype」（『機動戦士ガンダム00セカンドシーズン』エンディングテーマ）
- PV 「SDガンダム GGENERATION WARS」
- チャンネルΣ・使える!家デートレシピ恋レシピ（フジテレビ）
- スーパー小学生（テレビ朝日、2010年4月11日）
- ヤッターマン玩具CM（ヤッターマン1号）
- 歴史秘話ヒストリア 「古代日本愛のチカラ よみがえる持統天皇の都」（声の出演）
- スーパーJチャンネル（テレビ朝日）

### テレビ番組
※はインターネット配信。
- アニメ女子部（2008年1月 - 、AT-X）ナビゲーター
- アニメ女子おうちカフェ部（2011年6月5日 - 、AT-X）
- Club AT-X ナローなワイドショー（2021年10月23日 - 、AT-X）松澤千晶と共同でMC
- 浪川大輔・吉野裕行のネゴト（2014年10月6日 - 2015年3月30日、TOKYO MX）浪川と共同でMC
- Kiramuneカンパニー（2015年11月15日 - 2016年3月15日、フジテレビNEXT）浪川と共同でMC
- KiramuneカンパニーR/L（2016年4月15日 - 、フジテレビNEXT/フジテレビTWO）浪川と共同でMC
- おじさん爆弾（2017年7月 - 2021年2月、テレ朝チャンネル1）浪川と共同でMC

### 映像商品
- オトメイトパーティー♪2011 - 2013
- Kiramune Music Festival 2014 - 2019 Live DVD & Blu-ray
- JAPAN 乙女・Festival 2
- ガンダム00 Festival 2009 - 2010 “A trailer for the trailblazer”
- GUNDAM BIG EXPO スペシャルステージ ベストセレクション〈ガンダム00 NEXT MISSION〉
- スウィートイグニッションDX IWATE ふるさと Walker （ゲスト出演）
- セイントビースト シリーズ
  - Saint Beast 2nd Party
  - Saint Beast 3rd Party
  - セイント・ビースト ケダモノたちの聖なる宴（ライブ編 / トーク編）
  - Saint Beast 4th Party
  - Saint beast 六周年記念感謝祭
- テニスの王子様シリーズ
  - テニスの王子様100曲マラソン
  - テニプリフェスタ2009
  - テニプリフェスタ2011 in 武道館
- 謎の新ユニットSTA☆MEN シリーズ
  - 謎の新ユニットSTA☆MENアワー ぶっちゃけ!つるっとなるはや
  - 謎の新ユニットSTA☆MENアワー 大自然リフレッシュ! 地獄の超人決定戦
  - 謎の新ユニットSTA☆MENアワー ソリマチ
  - 謎の新ユニットSTA☆MENアワー エガヲ
  - 謎の新ユニットSTA☆MENアワー 大自然リフレッシュ!地獄の超人決定戦（真装版）
  - 謎の新ユニットSTA☆MENアワー 陸!海!空!ぼくらのなつやすみ 〜心の旅〜
  - 結成10周年記念作品 謎の新ユニットSTA☆MENアワー HITOSHI-仁- 〜最後の晩餐〜
  - ヘロスタ。豚ロース味
  - ヘロスタ。つゆだく味
  - ヘロスタ。からくち味
  - ヘロスタ。おおもり味
  - 謎の新ユニットSTA☆MENアワー さらば青春のスター☆メン
- 薄桜鬼 シリーズ 
  - 薄桜鬼 〜桜の宴〜
  - 薄桜鬼 感謝祭 〜新選組通信 出張版〜
- 幕末恋華 花柳剣士伝 シリーズ
  - 恋華の宴・寿
  - 恋華の宴・舞
- 花の声優界! スター☆ボウリング 天下分け目の春の陣！富士山が境目ですSP
- 美食感ライブ 丼メン ちゃんぽん
- VitaminX シリーズ
  - VitaminX いくぜっ!トキメキ★フルバースト
  - VitaminX いくぜっ!トキメキ★フルバースト Evolution
  - VitaminXtoZ いくぜっ!究極（ハイパー）★エクスプロージョン
  - VitaminX いくぜっ!極上（ウルトラ）★アディクション
  - VitaminX 修学旅行 in 沖縄!
  - VitaminX いくぜっ!キラメキ★フルバースト 俺たちENDLESSX!!
  - VitaminX B6緊急ミーティング!?
- 森川智之と檜山修之のおまえらのためだろ! シリーズ
  - 森川智之と檜山修之のおまえらのためだろ! コノ鮹ガッ!
  - 森川智之と檜山修之のおまえらのためだろ! ハモります!ハマリます!鱧!!
  - 森川智之と檜山修之のおまえらのためだろ! 魚若 -WAKASAGI-

### 舞台
- Kiramune Presents リーディングライブ（2012年 - 2019年）
  - 鍵のかかった部屋（高澤芳男）[283]
  - 悪魔のリドル〜escape 6〜（走り鳰）[284]
  - 5コントローラーズ+1（Koma）[285]
  - OTOGI狂詩曲（金太郎）[286]
  - パンプキンファームの宇宙人（マロン）[287]
  - Be-Leave（教師）[288]
  - カラーズ（青柳スグル）[289]
  - 密室の中の亡霊 幻視探偵（斗真摂理）[290]
- 江戸川乱歩 名作朗読劇「怪人二十面相－暗黒星－」（2024年2月28日、博品館劇場） [291]
- 江戸川乱歩 名作朗読劇「少年探偵団」（2024年、明智小五郎 他[292][293]）
- 音楽朗読劇「仮面の男」〜アレクサンドル・デュマ・ペール「ダルタルニャン物語」より〜（2025年、アトス 他[294][295]）
- 朗読劇「タチヨミ-最終巻-」（2025年[296]）
- VISIONARY READING「三島由紀夫レター教室」（2025年、山トビ夫[297]）

### 携帯コンテンツ
- 行け!稲中卓球部（井沢）
- 恋人は同居人（西園寺雅弥）
- シュヴァリエ -月の姫と竜の騎士-（フラン・ナインハルト）
- ラブ☆レシピ〜恋のエッセンス〜（桜井晴）
- あやかし秘密の生徒会（鬼窪剣）
- わん恋（椎葉健）

### パチンコ・パチスロ
- パチンコ 「天空歌舞伎」（児雷也）
- パチスロ 「ろくでなしBLUES」（2011年、大場浩人）
- P SHOW BY ROCK!!（2019年、ストロベリーハート / グレイトフルキング）
- ぱちんこ いくさの子（時期未定、銀太[298]）

### その他コンテンツ
- 完全勝利ダイテイオー プロモーションディスク 完全勝利Ver.（大地カケル）[299]、
- ランチパック（山崎製パン 2009年7月 - ）※ラジオCM
- 東芝HP内コンテンツ「ヤッターマン×トウシバ」（ヤッターマン1号 / 高田ガン）
- ちび☆デビ!（杉崎真）
- 東京国際アニメフェア2008 ビジュアルボイスドラマ「東京探偵姫」（橋口左京）
- 「アニ店特急2008冬」バス内ラジオ（池袋行きゲスト）
- ミラクル☆トレイン〜中央線へようこそ〜（東京零）
- コニカミノルタプラネタリウム「ヤッターマン 星空大作戦だコロン!!」（ヤッターマン1号 / 高田ガン）
- バンダイ 「神羅万象チョコ ゼクスファクター」 PV（カイ）
- コニカミノルタプラネタリウム「ガリレオ　The Power of the Telescope」（ガリレオ / ナレーション）2011年9月10日 - 2012年3月11日
- 横浜こども科学館（はまぎん こども宇宙科学館）「ディープ ワンダー」（モーフィー）2011年9月17日 - 2011年12月4日
- 新潟県立自然科学館「ディープ ワンダー」（モーフィー）2011年9月17日 - 2011年12月11日
- 八王子市こども科学館（サイエンスドーム八王子）「ディープ ワンダー」（モーフィー）2011年10月15日 - 2012年1月9日
- 怪ほどき屋（多賀宮善[300]）
- プラネタリウム この空がある限り Songs by miwa（2018年7月14日 - 9月2日、道の駅 富士川楽座）ナビゲーター
- 声優・吉野裕行と読書会（オンライントークイベント、2020年8月15日、小学館カルチャーライブ!）
- ハイドライバーズ（2022年 - 、板垣誠[301]）
- ボイレピ♪ 朝ごはん #31 吉野裕行さんの声で作る「ポテトクリームパングラタン」（2022年）[302]

## ディスコグラフィ

### シングル
|        | 発売日        | タイトル              | 規格品番   | 規格品番   | オリコン 最高位 |
| 豪華盤 | 発売日        | タイトル              | 通常盤     |            | オリコン 最高位 |
| ------ | ------------- | --------------------- | ---------- | ---------- | --------------- |
| 1st    | 2014年9月17日 | Do it                 | LACA-34271 | LACA-14271 | 23位            |
| 2nd    | 2016年8月3日  | DRAMATIC SURF COASTER | LACM-34502 | LACA-14502 | 20位            |
| 3rd    | 2017年3月29日 | Bye-Bye☆セレモニー    | LACM-34577 | LACM-14577 | 18位            |
| 4th    | 2018年7月11日 | レイニーナイター      | LACM-34774 | LACM-14774 | 24位            |
| 5th    | 2018年8月8日  | 情熱アンソロジー      | LACM-34775 | LACM-14775 | 29位            |
| 6th    | 2019年7月31日 | アドレセンス          | LACM-34879 | LACM-14879 | 22位            |

### ミニアルバム
|        | 発売日         | タイトル               | 規格品番   | 規格品番   | オリコン 最高位 |
| 豪華盤 | 発売日         | タイトル               | 通常盤     |            | オリコン 最高位 |
| ------ | -------------- | ---------------------- | ---------- | ---------- | --------------- |
| 1st    | 2013年8月28日  | Get Set                | LACA-35332 | LACA-15332 | 20位            |
| 2nd    | 2014年10月29日 | Peace                  | LACA-35461 | LACA-15461 | 20位            |
| 3rd    | 2016年1月27日  | CYCLE                  | LACA-35537 | LACA-15537 | 18位            |
| 4th    | 2018年1月24日  | Emotional              | LACA-35693 | LACA-15693 | 20位            |
| 5th    | 2023年4月19日  | 2022/07/28〜2023/02/26 | LACA-35046 | LACA-25046 | 32位            |

### 映像作品
|     | 発売日        | タイトル                                                         | 規格品番    | 備考                                                       |
| --- | ------------- | ---------------------------------------------------------------- | ----------- | ---------------------------------------------------------- |
| 1st | 2017年6月21日 | HIROYUKI YOSHINO LIVE TOUR 2016 “DRAMATIC SURF COASTER” LIVE DVD | LABM-7217/8 | アニメイト、BVC、L-MART、ライブ会場限定                    |
| 2nd | 2019年5月15日 | 吉野裕行 Live Tour 2018“情熱アンソロジー”DVD                     | LABM-7282/3 | アニメイト、BVC、「A!SMART」Kiramuneサイト、ライブ会場限定 |
| 3rd | 2020年2月26日 | 吉野裕行 5th Anniversary Live”オモイデトリガー”Blu-ray           | LABX-8400~1 | アニメイト、BVC、「A!SMART」Kiramuneサイト、ライブ会場限定 |

### キャラクターソング
| 発売日   | 商品名                                                                                                  | 歌 | 楽曲                                      | 備考                                               |
| 2005年   | 2005年                                                                                                  | 2005年 | 2005年                                    | 2005年                                             |
| -------- | --- | --- | ----------------------------------------- | -------------------------------------------------- |
| 5月25日  | Saint Best Lost. 1 Vocal Best of the Saint Beast                                                        | 青龍のゴウ（森川智之）、玄武のシン（櫻井孝宏）、朱雀のレイ（宮田幸季）、白虎のガイ（吉野裕行） | 「愛という名の嵐」                        | 『セイント・ビースト』関連曲                       |
| 5月25日  | Saint Best Lost. 1 Vocal Best of the Saint Beast                                                        | 白虎のガイ（吉野裕行） | 「聖なる大地〜running to heaven〜」       | 『セイント・ビースト』関連曲                       |
| 5月25日  | Saint Best Lost. 1 Vocal Best of the Saint Beast                                                        | 白虎のガイ（吉野裕行） | 「Bus Stop」                              | 『セイント・ビースト』関連曲                       |
| 6月26日  | Saint Best Lost.2 Vocal Best of the Saint Beast                                                         | 白虎のガイ（吉野裕行） | 「虹の橋を越えて」                        |                                                    |
| 6月26日  | Saint Best Lost.2 Vocal Best of the Saint Beast                                                         | 青龍のゴウ（森川智之）、玄武のシン（櫻井孝宏）、朱雀のレイ（宮田幸季）、白虎のガイ（吉野裕行）、流星のキラ（杉田智和）、風牙のマヤ（鈴村健一）                                                               | 「闘え♥セイント・ビースト」               |                                                    |
| 11月23日 | セイント・ビースト 〜幾千の昼と夜 編〜                                                                  | 青龍のゴウ（森川智之）、玄武のシン（櫻井孝宏）、朱雀のレイ（宮田幸季）、白虎のガイ（吉野裕行） | 「KIZUNA & SADAME」                       |                                                    |
| 11月23日 | セイント・ビースト 〜幾千の昼と夜 編〜                                                                  | ルカ（緑川光）、朱雀のレイ（宮田幸季）、白虎のガイ（吉野裕行） | 「幾千の昼と夜」                          |                                                    |
| 2006年   | | |                                           |                                                    |
| 9月8日   | LOVELESS ボーカルアルバム                                                                               | 瑶二（吉野裕行）、奈津生（斎賀みつき） | 「走れ 思うまま」                         |                                                    |
| 12月20日 | 牙 -KIBA- ORIGINAL SOUNDTRACK Vol.1                                                                     | ゼッド（吉野裕行） | 「Wind of Power」                         |                                                    |
| 2007年   | | |                                           |                                                    |
| 3月28日  | 牙 -KIBA- ORIGINAL SOUNDTRACK Vol.2                                                                     | ゼッド（吉野裕之） | 「名も無き風に吹かれて」                  |                                                    |
| 5月16日  | | 平古場凛（吉野裕行）、知念寛（末吉司弥） | 「楽園へ」                                |                                                    |
| 5月16日  | 平古場凛（吉野裕行）                                                                                    | 「美ら海パワーだね」 |                                           |                                                    |
| 7月25日  | 烈・GO!GUY!/epilogue - Single                                                                           | 青龍のゴウ（森川智之）、百虎のガイ（吉野裕行） | 「烈・GO・GUY!」                          |                                                    |
| 10月10日 | 幕末恋華 花柳剣士伝 オリジナルサウンドトラック                                                          | 三木三郎（吉野裕行） | 「願ひ華」                                |                                                    |
| 11月28日 | 幕末恋華 花柳剣士伝 キャラクターソング〜 其の肆                                                         | 三木三郎（吉野裕行） | 「伝」                                    |                                                    |
| 2008年   | | |                                           |                                                    |
| 7月16日  | テニスの王子様 美ら唄                                                                                   | 平古場凛（吉野裕行） | 「さとうきび畑」                          |                                                    |
| 7月16日  | テニスの王子様 美ら唄                                                                                   | 比嘉中 | 「沖縄そばの歌」                          |                                                    |
| 7月25日  | ユア・メモリーズオフ〜Girl's Style〜 ドラマ&キャラクターソング Vol5. 川本拓                             | 川本拓（吉野裕行） | 「Original」                              |                                                    |
| 7月30日  | テニスの王子様 THE BEST OF RIVAL PLAYERS XXIX                                                           | 平古場凛（吉野裕行） | 「I☆FEEL☆FREE」                           |                                                    |
| 11月19日 | 機動戦士ガンダム00 Voice Actor Single 4 吉野裕行 come across アレルヤ・ハプティズム                     | アレルヤ・ハプティズム（吉野裕行） | 「太陽」 「After image」                  |                                                    |
| 12月17日 | VitaminX Character CD Best Album "GREATEST HITS"                                                        | 仙道清春（吉野裕行） | 「青春ダイナマイト」                      |                                                    |
| 12月17日 | VitaminX Character CD Best Album "GREATEST HITS"                                                        | 七瀬瞬（鳥海浩輔）、仙道清春（吉野裕行） | 「完璧ジェラシー」                        |                                                    |
| 12月17日 | VitaminX Character CD Best Album "GREATEST HITS"                                                        | 仙道清春（吉野裕行） | 「反逆的恋愛、OK?」                       |                                                    |
| 2009年   | | |                                           |                                                    |
| 5月27日  | コンプリイト/プリーズ フリーズ                                                                          | 高須竜児（間島淳司）、北村祐作（野島裕史）、春田浩次（吉野裕行）、能登久光（興津和幸） | 「プレパレード（男汁MAX SINGLE ver.）」   | 『とらドラ!』関連曲                                |
| 7月22日  | 薄桜鬼 回奏録 下                                                                                        | 藤堂平助（吉野裕行） | 「北辰の星」                              |                                                    |
| 7月23日  | みなみけ きゃらくたーそんぐべすとあるばむ                                                               | 長男（川田紳司）、ナツキ（吉野裕行）、アキラ（葉山達也） | 「妹らしくあれ 〜もうひとつのみなみけ〜」 |                                                    |
| 2010年   | | |                                           |                                                    |
| 7月7日   | テニスの王子様 BIG WAVE                                                                                 | 不二周助（甲斐田ゆき）、平古場凛（吉野裕行） | 「COLOR」                                 |                                                    |
| 2011年   | | |                                           |                                                    |
| 2月16日  | またね…のキセツ                                                                                         | イナズマオールスターズ | 「またね…のキセツ」                       | テレビアニメ『イナズマイレブン』エンディングテーマ |
| 2月16日  | またね…のキセツ                                                                                         | イナズマオールスターズ | 「最強で最高」                            | テレビアニメ『イナズマイレブン』関連曲             |
| 2月23日  | VitaminX Addiction 先行キャラクターソング Vol.4 「限界ナイトメア」                                      | 仙道清春（吉野裕行） | 「限界ナイトメア」                        |                                                    |
| 4月6日   | イナズマイレブン キャラクターソングオリジナルアルバム                                                   | 鬼道有人（吉野裕行） | 「瞳の中の勝利」                          | テレビアニメ『イナズマイレブン』関連曲             |
| 12月16日 | SKET DANCE キャラクターソングアルバム "キャラット・ダンス♪"                                             | 藤崎佑助〈ボッスン〉（吉野裕行） | 「集中ビュビュビューン!」                 | テレビアニメ『SKET DANCE』関連曲                   |
| 12月21日 | アルカナ・ファミリア -La storia della Arcana Famiglia- キャラクターソングミニアルバム La festa La vita! | デビト starring 吉野裕行 | 「Amore Bambina!!」                       |                                                    |
| 2012年   | | |                                           |                                                    |
| 1月25日  | イナズマイレブンGO キャラクターソング オリジナルアルバム                                                | 鬼道有人（吉野裕行） | 「レジスタンス」                          | テレビアニメ『イナズマイレブンGO』関連曲           |
| 3月7日   | パーリー!ハレルヤ!                                                                                      | SKET ROCK | 「パーリー!ハレルヤ!」                    | テレビアニメ『SKET DANCE』エンディングテーマ       |
| 8月29日  | 世界は屋上で見渡せた                                                                                    | SKET×Sketch | 「世界は屋上で見渡せた」                  | テレビアニメ『SKET DANCE』エンディングテーマ       |
| 2013年   | | |                                           |                                                    |
| 1月28日  | 『イナズマオールスターズ×TPK』キャラクターソングアルバム「マジで感謝！」                                | 円堂守（竹内順子）、鬼道有人（吉野裕行） | 「好きだからっ！」                        | テレビアニメ『イナズマイレブンGO』関連曲           |
| 6月5日   | カードファイト!! ヴァンガード キャラクターソングアルバム ソングス・オブ・宮地学園カードファイト部       | 宮地学園カードファイト部 | 「笑顔でfight!」                          |                                                    |
| 2014年   | | |                                           |                                                    |
| 2月19日  | イナズマイレブンシリーズ5周年記念「本当にありがとう」                                                   | 円堂守（竹内順子）、豪炎寺修也（野島裕史）、鬼道有人（吉野裕行）、風丸一郎太（西墻由香）、吹雪士郎（宮野真守）、松風天馬（寺崎裕香）、神童拓人（斎賀みつき）、狩屋マサキ（泰勇気）、真名部陣一郎（野島裕史） | 「またね…のキセツ」                       | テレビアニメ『イナズマイレブン』関連曲             |
| 4月16日  | 弱虫ペダル キャラクターソングvol.6                                                                      | 荒北靖友（吉野裕行） | 「唯我独走」                              |                                                    |
| 4月16日  | 弱虫ペダル キャラクターソングvol.6                                                                      | 荒北靖友（吉野裕行）、福富寿一（前野智昭） | 「Lonely Wolves」                         |                                                    |

- エターナルガーディアン キャラクターボーカル集 / 「永遠の絆」（アイザック&ラーディス）
- ギャラクシーエンジェル 〜闇鍋CD 極〜 / 「わるものが行く」（パトリック&ジョナサン&ガスト）
- CLUSTER EDGE / 「君という名の光」、「未来の地図」（Cluster'S）
  - CLUSTER EDGE / 「僕たちの奇蹟」（Cluster'S）
- となグラ! キャラクターソングアルバム となりぐらしDiscography! / 「恋愛トリップ!!」（有坂香月&神楽勇治）